# Muna Lee
Muna Lee (née le 30 octobre 1981 à Little Rock) est une ancienne athlète américaine spécialiste des épreuves de sprint.
Entre 2004 et 2009, elle participe à quatre finales olympiques et mondiales sur 100 mètres et 200 mètres. Elle termine à deux reprises au pied du podium sur 200 mètres, en 2008 à Pékin et en 2009 à Berlin.
En 2005 aux Championnats du monde d'Helsinki, elle est membre du relais américain champion du monde du 4 × 100 mètres. En 2008, elle devient championne des Etats-Unis sur 100 mètres en réalisant son record personnel en 10 s 85.

## Palmarès

### Jeux olympiques d'été
- Jeux olympiques de 2004 à Athènes ( Grèce)
  - 7e sur 200 m
- Jeux olympiques de 2008 à Pékin ( Chine)
  - 5e sur 100 m
  - 4e sur 200 m

### Championnats du monde d'athlétisme
- Championnats du monde de 2005 à Helsinki ( Finlande)
  - 7e sur 200 m
  -  Médaille d'or en relais 4 × 100 m

- Championnats du monde de 2009 à Berlin ( Allemagne)
  - 4e sur 200 m
  - Éliminée en demi-finale sur 100 m

## Records personnels
| Épreuve | Rang | Performance | Vent     | Lieu   | Date         | Âge |
| ------- | ---- | ----------- | -------- | ------ | ------------ | --- |
| 100 m   | 38   | 10 s 85     | +1,0 m/s | Eugene | 28 juin 2008 | 26  |
| 200 m   | 37   | 22 s 01     | +0,6 m/s | Pékin  | 21 août 2008 | 26  |